# Daniel Benzali
Daniel Benzali, né le 20 janvier 1946 à Rio de Janeiro, est un acteur brésilien naturalisé américain.

## Biographie
Daniel Benzali est né au Brésil mais passe l'essentiel de son enfance à Brooklyn. Il étudie le théâtre et fait partie de la Royal Shakespeare Company lors d'un séjour au Royaume-Uni, au cours duquel il fait aussi ses débuts au cinéma dans Dangereusement vôtre (1985).
À la télévision, il a joué des rôles récurrents dans les séries La Loi de Los Angeles et New York Police Blues, et fait partie de la distribution principale de Murder One et Espions d'État. Il a été nommé en 1996 au Golden Globe du meilleur acteur dans une série télévisée dramatique pour son rôle dans Murder One.
Au cinéma, il a joué des rôles importants dans Le Messager de la mort (1988), Meurtre à la Maison-Blanche (1997), All the Little Animals (1998) et The Grey Zone (2001).

## Filmographie

### Cinéma
- 1985 : Dangereusement vôtre : Howe
- 1985 : Soleil de nuit : Dr Asher
- 1988 : Le Messager de la mort : Barney Doyle
- 1992 : Monsieur le député : Skeeter Warburton
- 1997 : Meurtre à la Maison-Blanche : Nick Spikings
- 1997 : The End of Violence : Brice Phelps
- 1998 : All the Little Animals : Bernard De Winter
- 2001 : The Grey Zone : Simon Schlermer
- 2007 : If I Had Known I Was a Genius : Walter

### Télévision
- 1987 : Le Retour de Sherlock Holmes (téléfilm) : Ross
- 1988-1993 : La Loi de Los Angeles (série télévisée, 7 épisodes) : le juge Donald Phillips
- 1989 : La Belle et la Bête (série télévisée, saison 2 épisode 8) : Edward
- 1989 : Falcon Crest (série télévisée, 2 épisodes) : le juge Robbins
- 1991 : Matlock (série télévisée, saison 6 épisode 6) : Henry Mayfield
- 1992 : Le Triomphe de la vérité (téléfilm) : le colonel John Patterson
- 1993-2003 : New York Police Blues (série télévisée, 13 épisodes) : James Sinclair
- 1995 : X-Files (série télévisée, saison 2 épisode Mystère vaudou) : le colonel Wharton
- 1995-1996 : Murder One (série télévisée, 23 épisodes) : Ted Hoffman
- 1997 : Au-delà du réel : L'aventure continue (série télévisée, saison 3 épisode 3) : Graham Highfield
- 2001-2003 : Espions d'État (série télévisée, 35 épisodes) : Robert Quinn
- 2006 : New York, police judiciaire (série télévisée, saison 16 épisode 22) : le juge Wade Bookman
- 2007-2008 : Jericho (série télévisée, 5 épisodes) : Thomas Valente
- 2009 : Lie to Me (série télévisée, saison 1 épisode 8) : Joseph Hollin
- 2010 : Nip/Tuck (série télévisée, saison 6 épisode 16) : Dr Griffin
- 2010-2011 : Hôpital central (soap opera, rôle récurrent) : Theo Hoffman
- 2012 : Californication (série télévisée, saison 5 épisode 10) : Larry